# Psoroglaena costaricensis
Psoroglaena costaricensis är en lavart som beskrevs av A. Henssen. Psoroglaena costaricensis ingår i släktet Psoroglaena och familjen Verrucariaceae.   Inga underarter finns listade i Catalogue of Life.